# Erich Hauser
Erich Hauser, född 15 december 1930 i Rietheim-Weilheim, död 28 mars 2004 i Rottweil, var en tysk skulptör.
Hauser utbildade sig 1945–1948 till stålgravör, för Pater Ansgar i Kloster Beuron i teckning och skulptur och på kvällskurser i skulptur vid Freie Kunstschule i Stuttgart. 
Hauser deltog i Documenta III 1964, 4. documenta 1968 och Documenta 6 1977 i Kassel.
Åren 1964–1965 var  Hauser gästföreläsare vid Hochschule für Bildende Künste Hamburg. År 1970 blev Hauser ledanot i Berlins konstakademi. Samma år flyttade han till Rottweil, där han anlade en skulpturpark i anslutning till sin ateljé. År 1996 grundade han Erich Hauser Kunststiftung för att förvalta sitt konstnärliga arv. 

## Fotogalleri

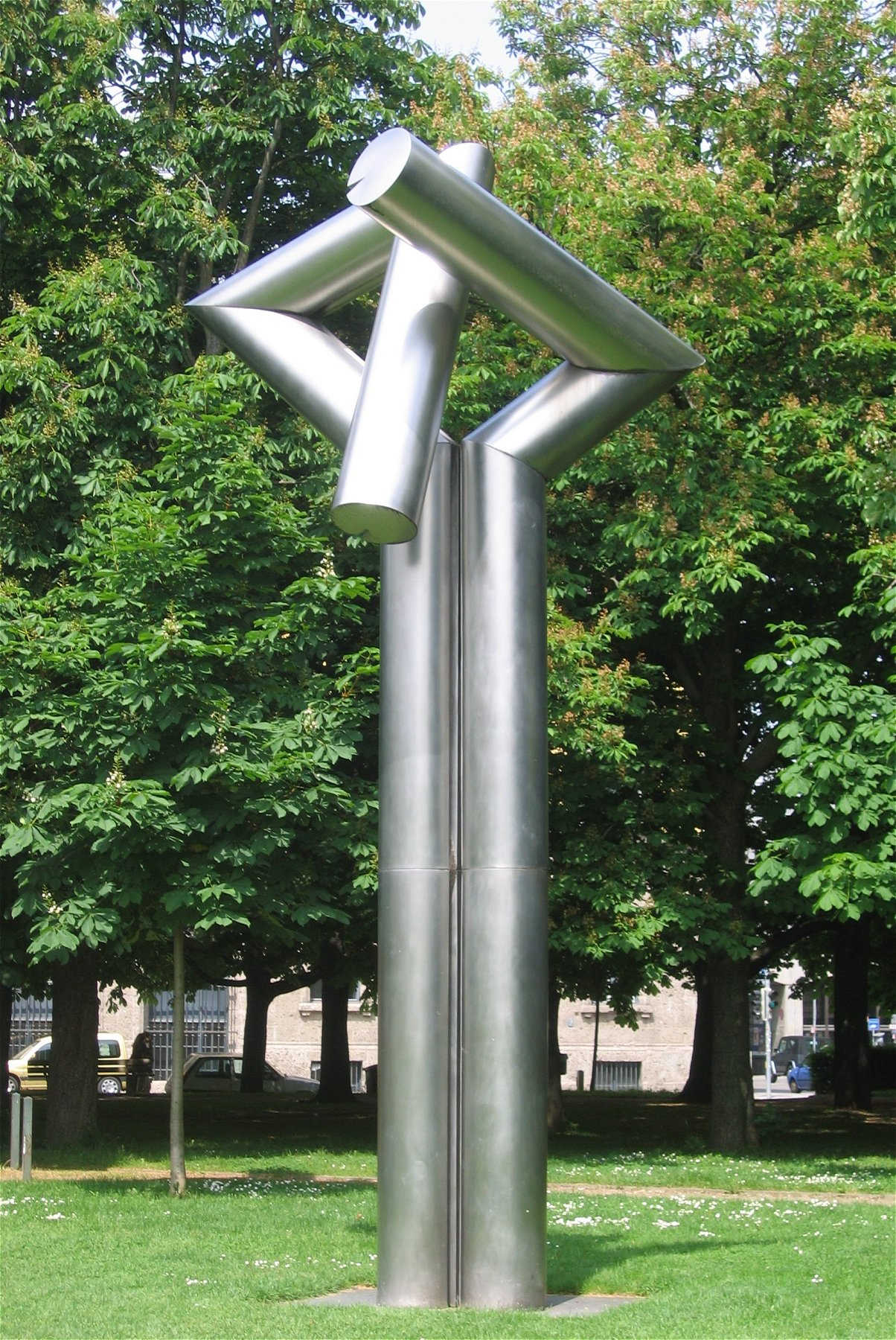
Doppelsäule 23/70, 1970, framför Neue Pinakothek i München
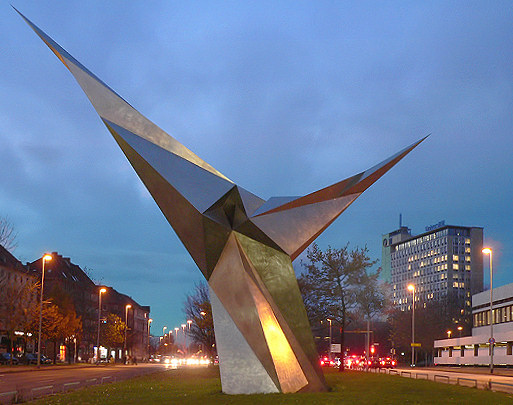
Stahlengel i Hannover
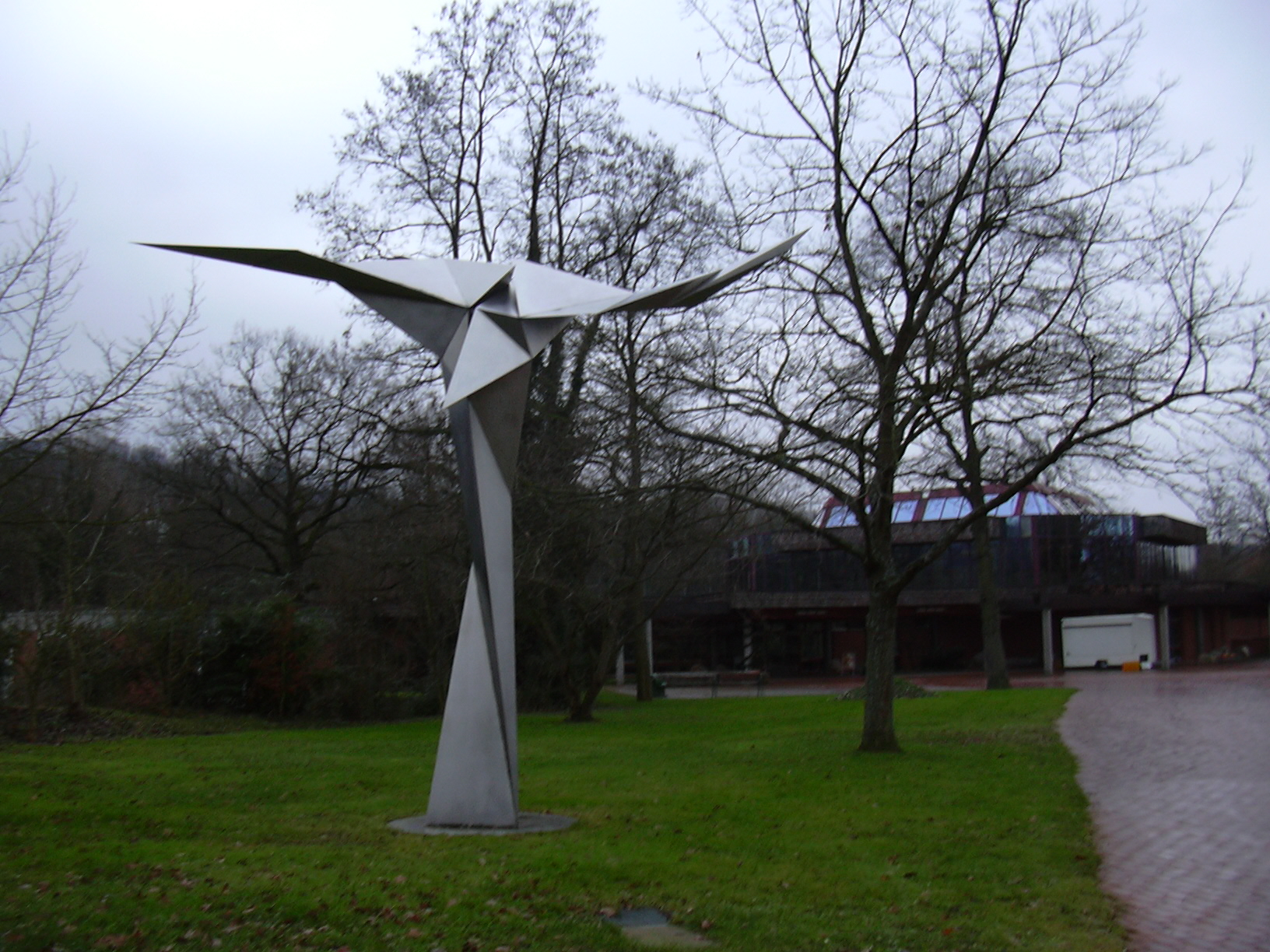
Stålskulptur framför badhuset i Bad Bellingen
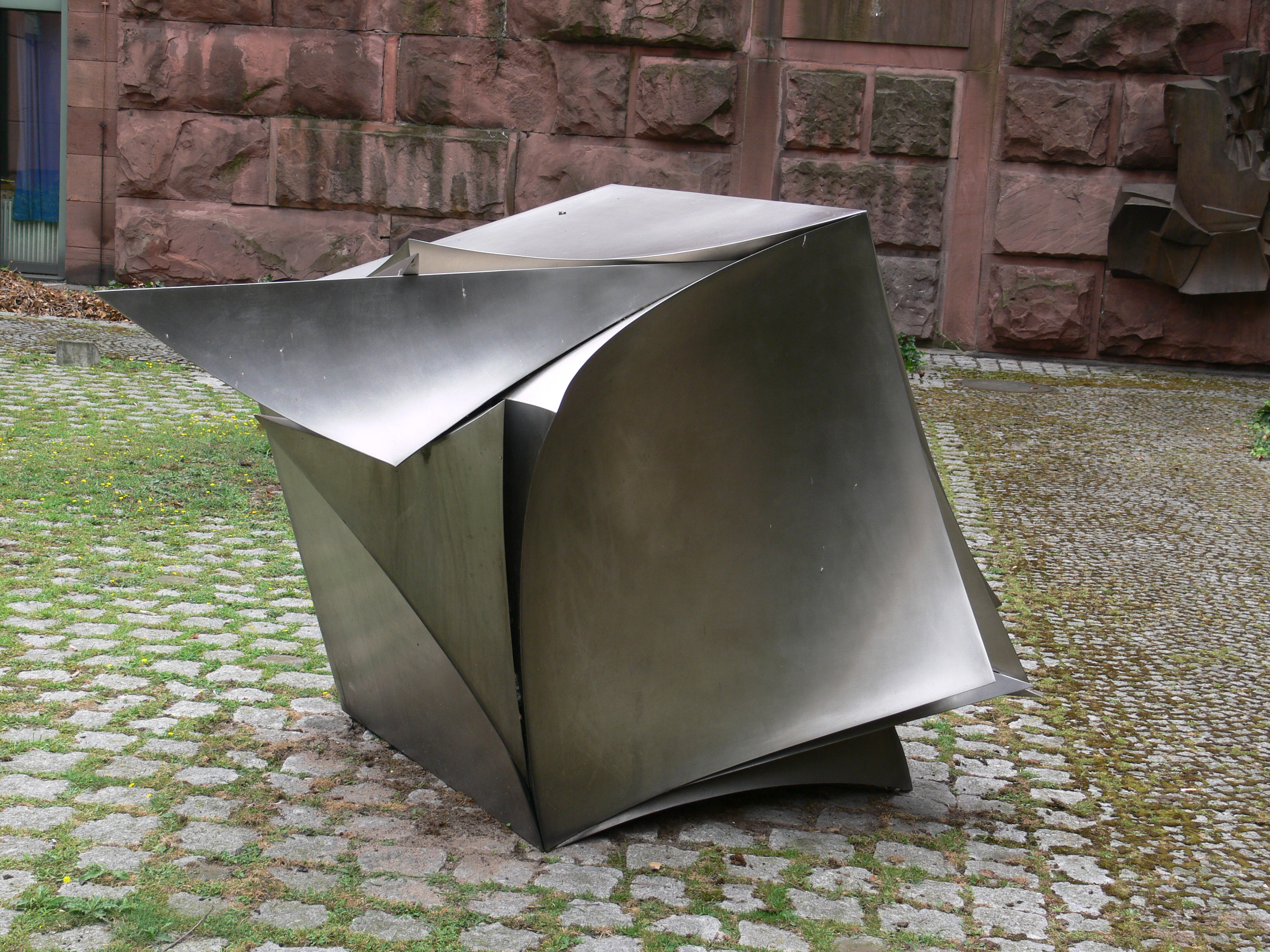
Kunsthalle Mannheim
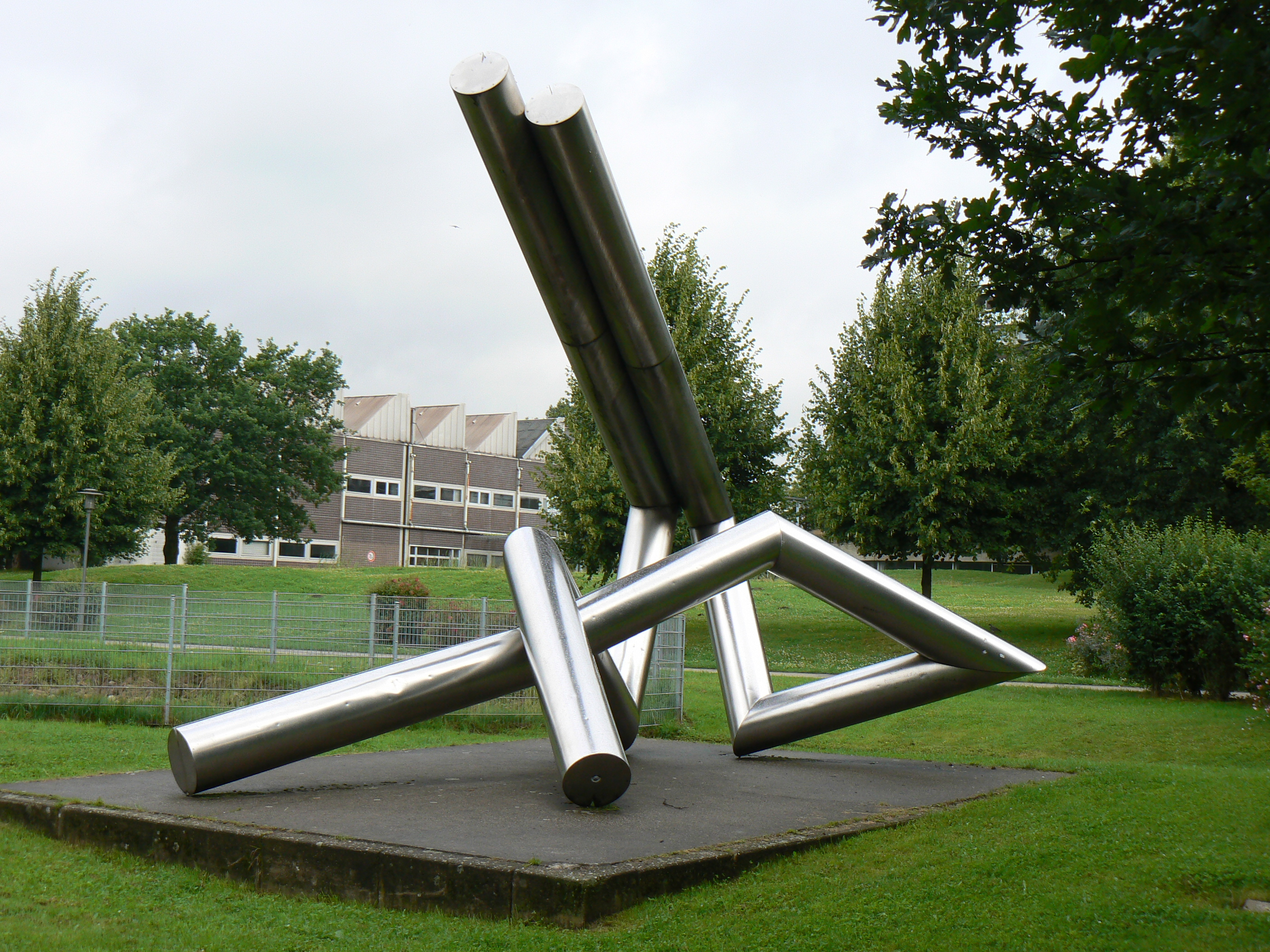
Raumsäulen, Gelsenkirchen
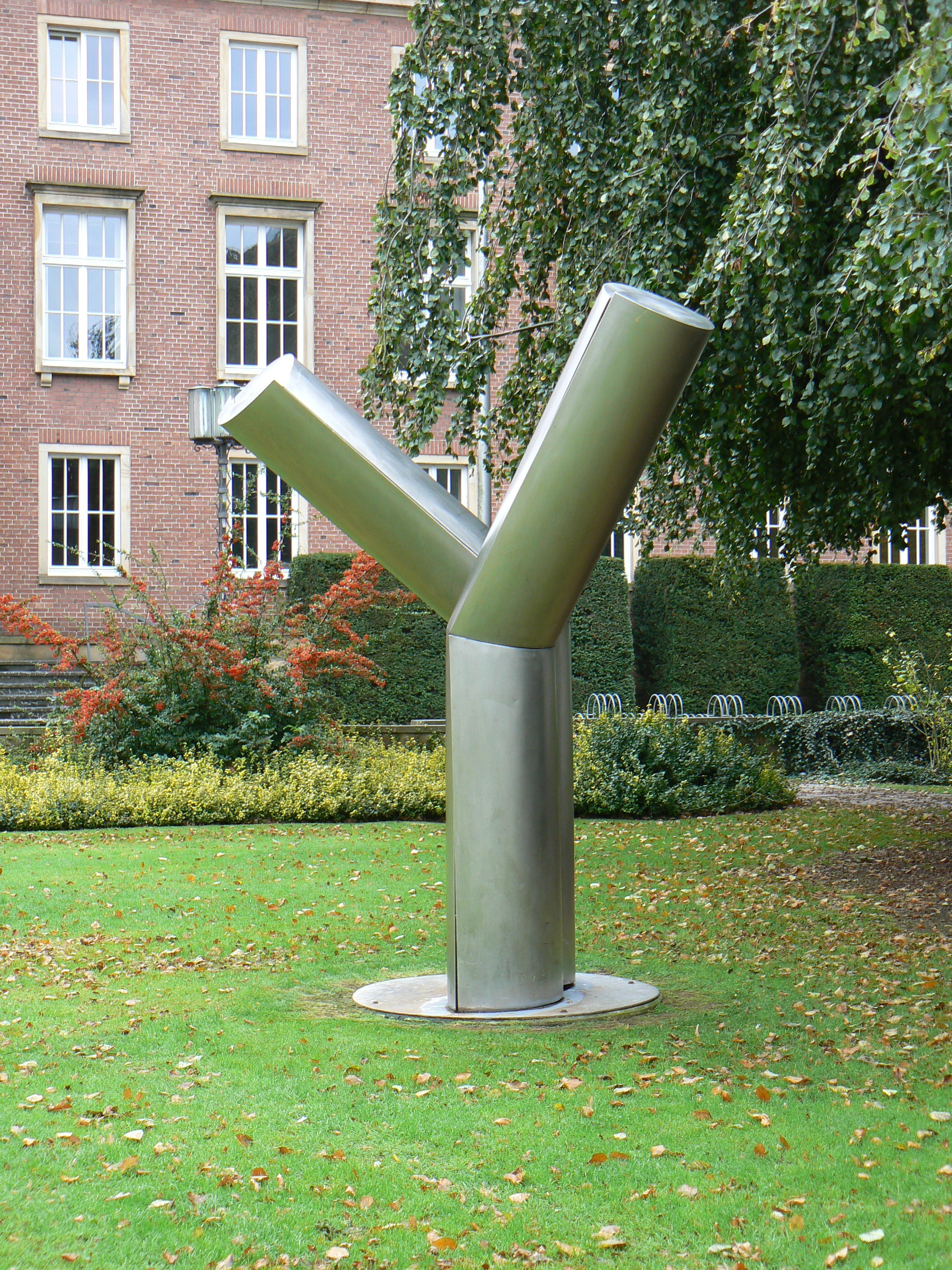
Doppelsäule, Nordhorn
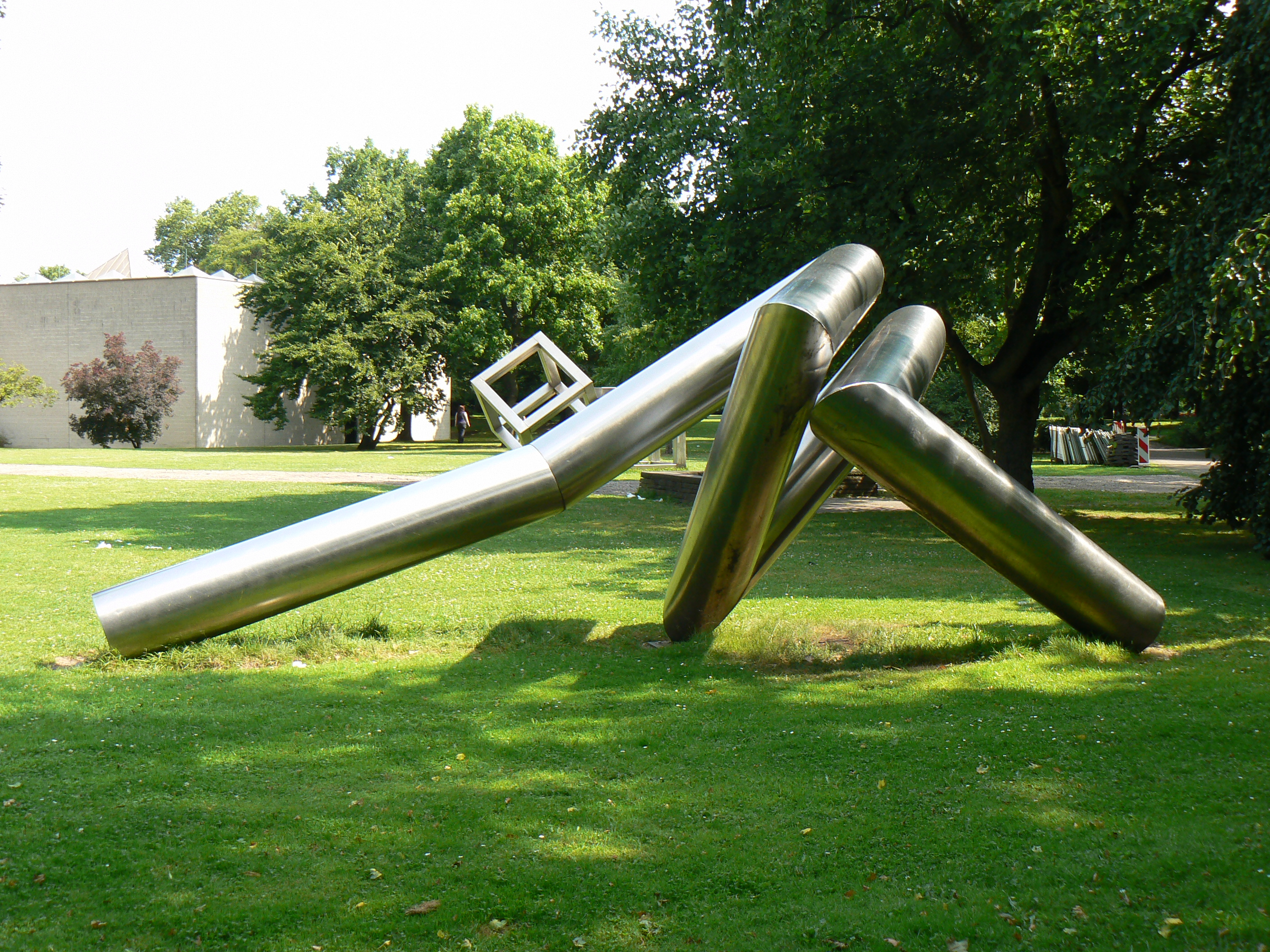
Duisburg
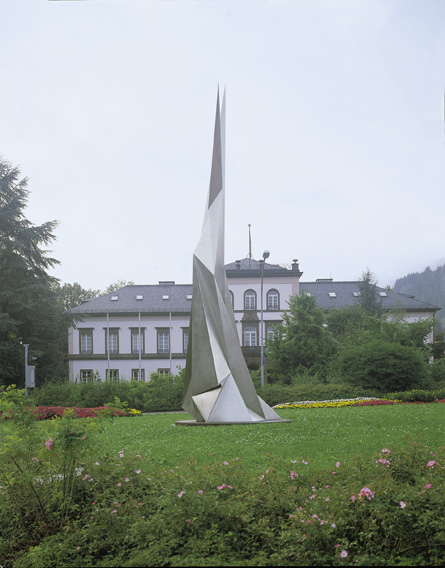
Schramberg
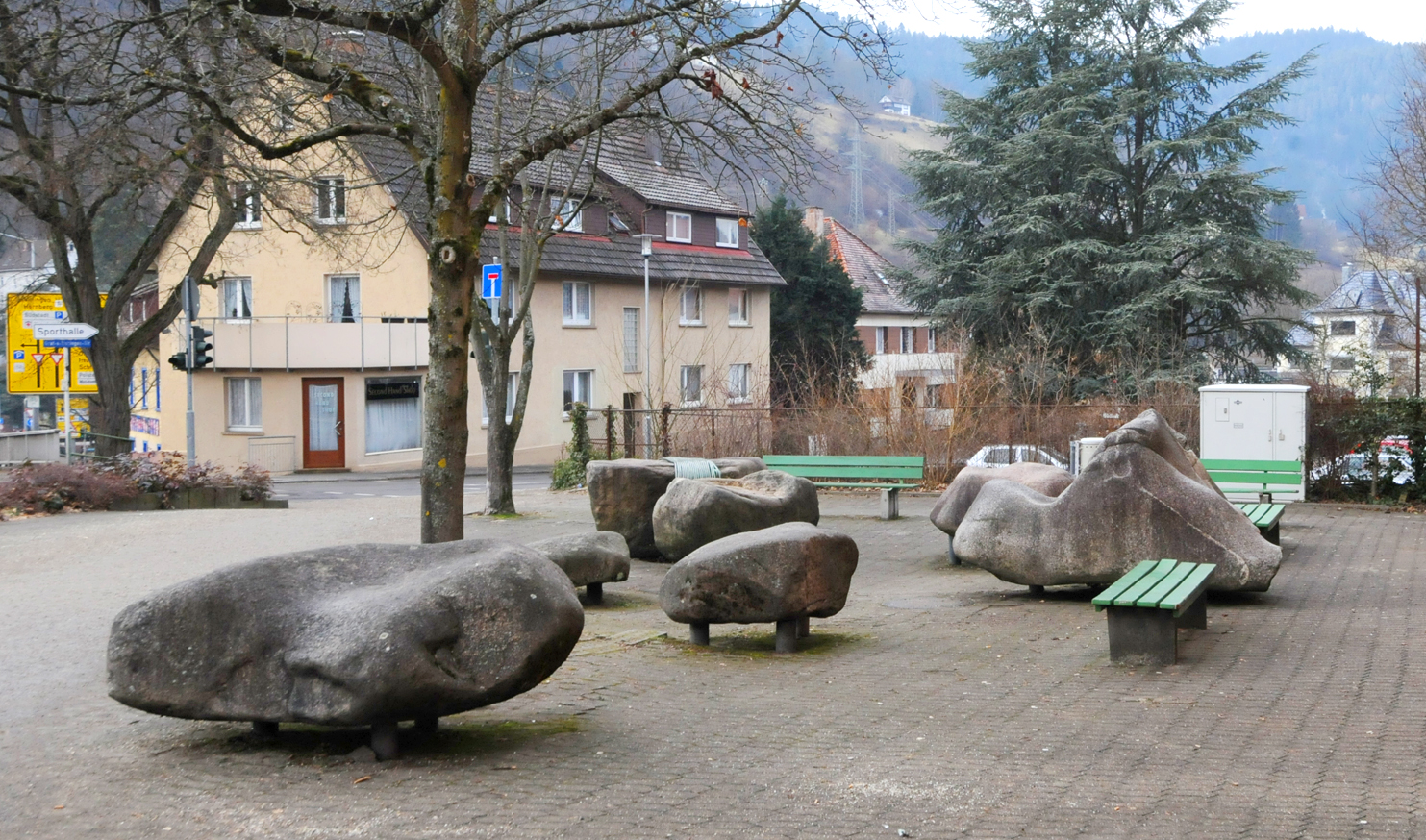
Findlingsgruppe på Friedrich-Ebert-Platz i Schramberg
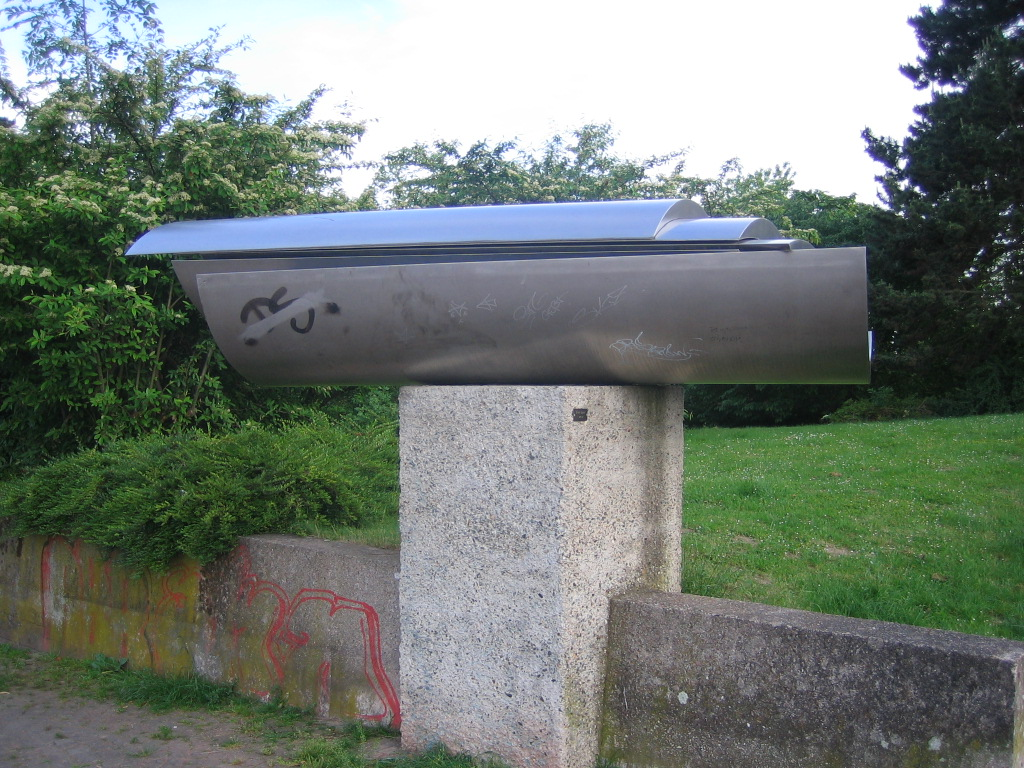
Skulptur i Kassel, 1972-73